# Eccles (Kent)
Eccles – wieś w Anglii, w hrabstwie Kent, w dystrykcie Tonbridge and Malling. Leży 7 km na północny zachód od miasta Maidstone i 48 km na południowy wschód od centrum Londynu.